# Magisk sand

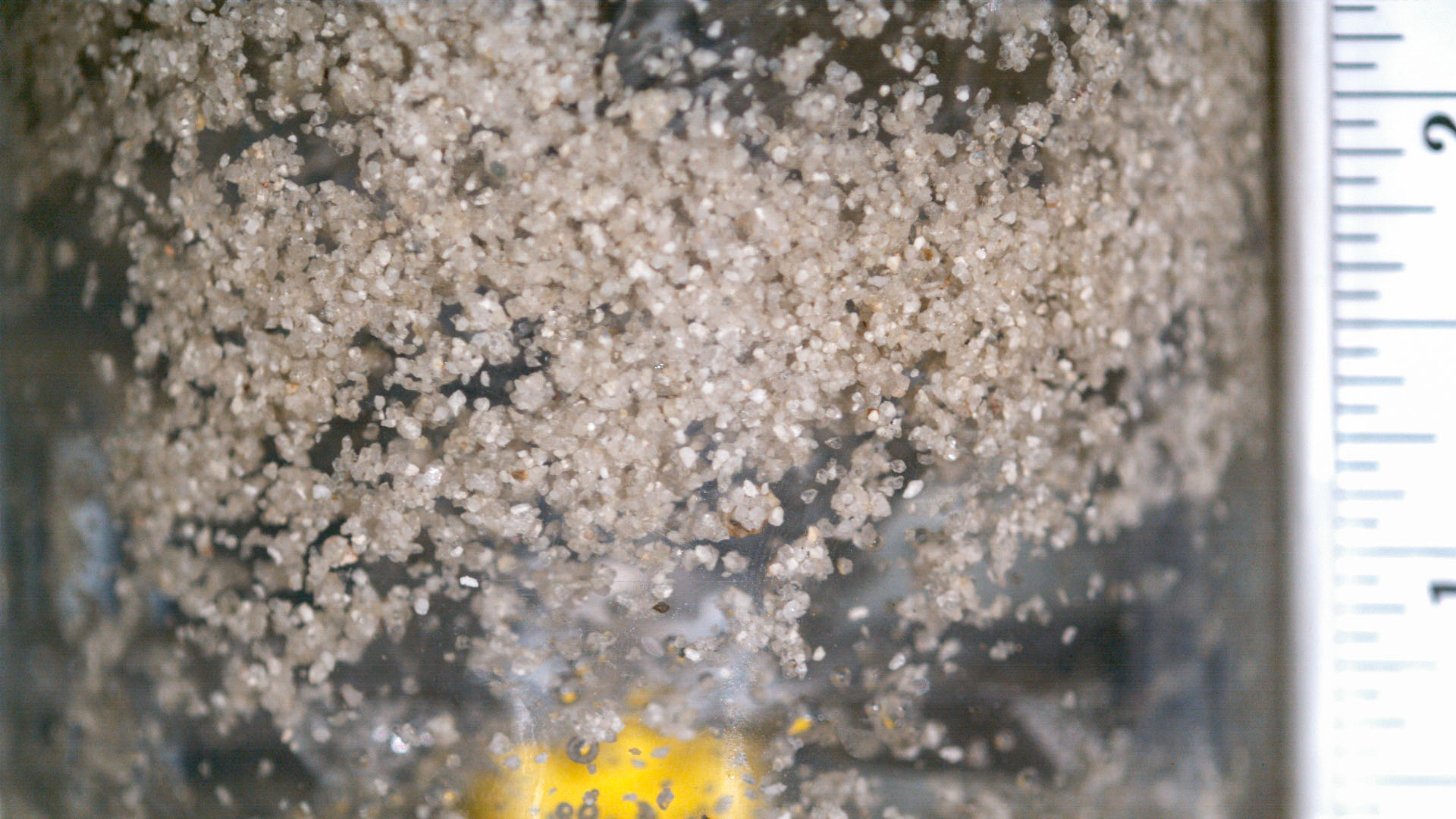
Magisk sand, vatten och luft blandas.

Magisk sand är en leksak som består av sand som inte blir blöt när den kommer i kontakt med vatten. Magisk sand kan tillverkas på egen hand med hjälp av silversand som finns att finna som tillbehör i välsorterade djuraffärer och impregneringsspray (silikonspray). Sanden sprayas rikligt med impregneringsmedlet och torkas sedan i ugn tills den är torr. Sanden blir då hydrofobisk. Den omger sig med ett lager luft när den kommer i kontakt med vatten, och låter sig därför formas.

## Fler användningsområden
Magisk sand används även i konstruktioner för att förhindra sönderfrysning i områden där permafrost och/eller tjäle råder.